# نورکراس (مینه‌سوتا)
نورکراس، مینه‌سوتا (به انگلیسی: Norcross, Minnesota) یک شهر در ایالات متحده آمریکا است که در شهرستان گرانت واقع شده‌است.

## خصوصیات
نورکراس ۴٫۰۴ کیلومترمربع مساحت و ۷۰ نفر جمعیت دارد و ۳۱۷ متر بالاتر از سطح دریا واقع شده‌است.